# Adolf Ludwig Follen
Adolf Ludwig Follen (oprindelig August Adolf Follenius, født 21. januar 1794 i Giessen, død 26. december 1855 i Bern) var en tysk forfatter. 
Follen studerede først teologi og filologi i sin fødeby, derpå — efter at have deltaget i felttoget mod Frankrig 1814 — jura i Heidelberg, og overtog 1817 redaktionen af Allgemeine Zeitung i Elberfeld. Han blev anklaget for at have deltaget i tidens studenterbevægelser og sad 1819—20 i fængsel i Berlin. Efter sin løsladelse tog han ophold i Schweiz som lærer ved kantonskolen i Aarau. Han forsøgte 1845 forgæves at bosætte sig i Heidelberg, men blev udvist. Der findes fra hans hånd en række burschenschafts- og turnersange i tidens bombastiske stil, for eksempel Freie Stimmen frischer Jugend (1819). Senere udgav han blandt andet Harfengrüsse aus Deutschland und Schweiz (1822). Follen deltog i 1840'erne i en litterær fejde med Ruge og dennes tilhængere —, samtidig var han den unge Gottfried Kellers rådgiver og tøtte.